# Sargochromis carlottae
Sargochromis carlottae är en fiskart som först beskrevs av Boulenger, 1905.  Sargochromis carlottae ingår i släktet Sargochromis och familjen Cichlidae. IUCN kategoriserar arten globalt som livskraftig. Inga underarter finns listade i Catalogue of Life.